# Stuart Burrows

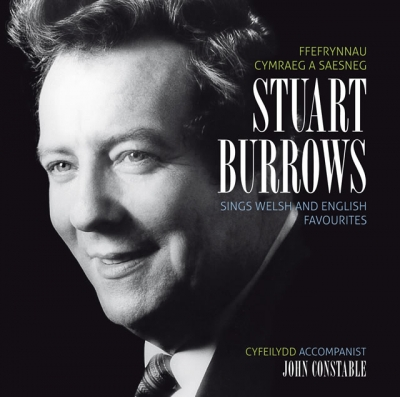
Album cover (2009)

Stuart Burrows (* 7. Februar 1933 in Cilfynydd; † 29. Juni 2025) war ein britischer Opernsänger der Stimmlage Lyrischer Tenor.

## Karriere
Stuart Burrows wurde im Süden von Wales geboren. Er arbeitete zunächst als Lehrer in der Stadt Bargoed. Nachdem er 1954 den Welsh National Eisteddfod Award gewonnen hatte, studierte er am Trinity College der University of Wales in Carmarthen Gesang. Sein Operndebüt gab er 1963 in Cardiff als Ismail in Verdis Nabucco mit der Welsh National Opera Company. Anschließend sang er dort die Rollen des Rodolfo in La Bohème, des Macduff in Macbeth, des Herzogs in Rigoletto und des Ernesto in Don Pasquale.
1965 wurde er von Igor Strawinski nach Athen zur Aufführung des Oedipus Rex eingeladen, wo er die Titelrolle sang. Darauf folgten Engagements an das Royal Opera House in London, wo er als Beppe in Leoncavallos Oper Pagliacci debütierte. In London sang er anschließend den Fenton in Verdis lyrischer Komödie Falstaff, den Tamino in Mozarts Zauberflöte, den Elvino in La sonnambula, Lenski in Eugen Onegin, den Alfredo in La traviata und die Titelrollen in Mozarts Idomeneo und Gounods Faust. 
Das war der Start zu seiner internationalen Karriere. In den folgenden Jahren hatte er Engagements an allen bedeutenden Opernbühnen Europas und Amerikas. 1967 hatte er in Mozarts Zauberflöte sein Debüt an der San Francisco Opera in der Rolle des Tamino, die zu einer seiner Glanzrollen werden sollte. Im März 1970 hatte er seinen ersten Auftritt am Teatro Colón in Buenos Aires, wo er unter der Leitung von Peter Maag den Hoffmann in Hoffmanns Erzählungen sang. Sein Debüt an der Wiener Staatsoper feierte er 1970 als Tamino. Im gleichen Jahr sang er in Wien den Don Ottavio im Don Giovanni sowie unter der Leitung von Herbert von Karajan an den Salzburger Festspielen. Sein Debüt am Teatro alla Scala in Mailand gab er als Faust in Berlioz’ Oper La damnation de Faust. 
Seine Zusammenarbeit mit dem Royal Opera House, Covent Garden ging über 25 Jahre, er war 12 Spielzeiten hintereinander an der Met engagiert.
Zu seinem Repertoire gehörten Werke von Adams, Beethoven, Berlioz, Brahms, Händel, Mallote, Massenet, Offenbach, Schubert, Sullivan, Tippett und Tschaikowsky. 
Burrows genoss weltweite Anerkennung als Mozart-Sänger und Interpret lyrischer Tenorpartien in Opern von Puccini, Verdi, Donizetti und Bellini.

## Auszeichnungen
- 1981: Ehrendoktor der University of Wales, Cardiff
- 1989: Honorary Fellowship des Trinity College Carmarthen
- 1992: Honorary Fellowship der University of Wales, Aberystwyth.[2]
- 2007 Orden des Britischen Empire

## Aufnahmen (Auswahl)
- Hector Berlioz: Requiem. Orchestre National de France, Leitung: Leonard Bernstein. Vinyl, 1976
- Georg Friedrich Händel: Der Messias. London Philharmonic Orchestra, Leitung: Karl Richter; mit Helen Donath, Anna Reynolds, Stuart Burrows: Vinyl, Deutsche Grammophon 1974
- Wolfgang Amadeus Mozart: La Clemenza di Tito. Royal Opera House, Covent Garden, Leitung: Colin Davis; mit Lucia Popp, Janet Baker, Yvonne Minton; Frederica von Stade, Stuart Burrows (Titelrolle). Vinyl, Philips 1977
- Wolfgang Amadeus Mozart: Cosi fan tutte. Royal Opera House Orchestra; Leitung: Colin Davis; mit Stuart Burrows (Ferrando), Thomas Allan, Richard Van Allan, Kiri Te Kanawa, Agnes Baltsa, Christa Mayer, Daniela Mazzucato, Nxos 1981
- Wolfgang Amadeus Mozart: Die Entführung aus dem Serail. The Academy of St. Martin-in-the-Fields, Leitung: Colin Davis; mit Christiane Eda-Pierre, Stuart Burrows (Belmonte), Norma Burrowes, Robert Tear, Robert Lloyd und Curd Jürgens. Vinyl, Philips 1979
- Wolfgang Amadeus Mozart: Die Zauberflöte. Wiener Philharmoniker, Leitung: Georg Solti; mit Martti Talvela, Stuart Burrows (Tamino), Cristina Deutekom, Pilar Lorengar, Yvonne Minton, Hetty Plümacher, Dietrich Fischer Dieskau, Hermann Prey, Renate Holm, René Kollo. La Gran Opera: CD & Book Collection, Audio-CD, Decca/Polymedia 1996
- Jacques Offenbach: Hoffmanns Erzählungen. The London Symphony Orchestra, Leitung: Julius Rudel; mit Beverly Sills, Norman Treigle, Stuart Burrows (Hoffmann), Susanne Marsee, Nico Castel, Robert Lloyd, Patricia Kern, Raimund Herincx, Bernard Dickerson, John Noble; Vinyl, His Master’s Voice 1973
- Peter Tschaikowsky: Eugen Onegin. Lyrische Szenen in drei Aufzügen. Orchester des Königlichen Opernhauses Covent Garden, London, Leitung: Georg Solti; mit Bernd Weikl, Teresa Kubiak, Stuart Burrows (Lenski), Julia Hamari u. a. Vinyl, Decca 1975

## Stuart Burrows International Voice Award
Seit 2006 richtet die University of Wales Trinity Saint David den Stuart Burrows International Voice Award aus. Der Wettbewerb wurde zu Ehren Burrows zur Förderung junger Sänger eingerichtet und ist mit insgesamt 5.000 £, dotiert, wovon 4.000 £ an den Erstplatzierten gehen. Der Wettbewerb wird international ausgeschrieben, die Altersgrenze der Teilnehmer liegt bei 35 Jahren.